# Dr Pepper

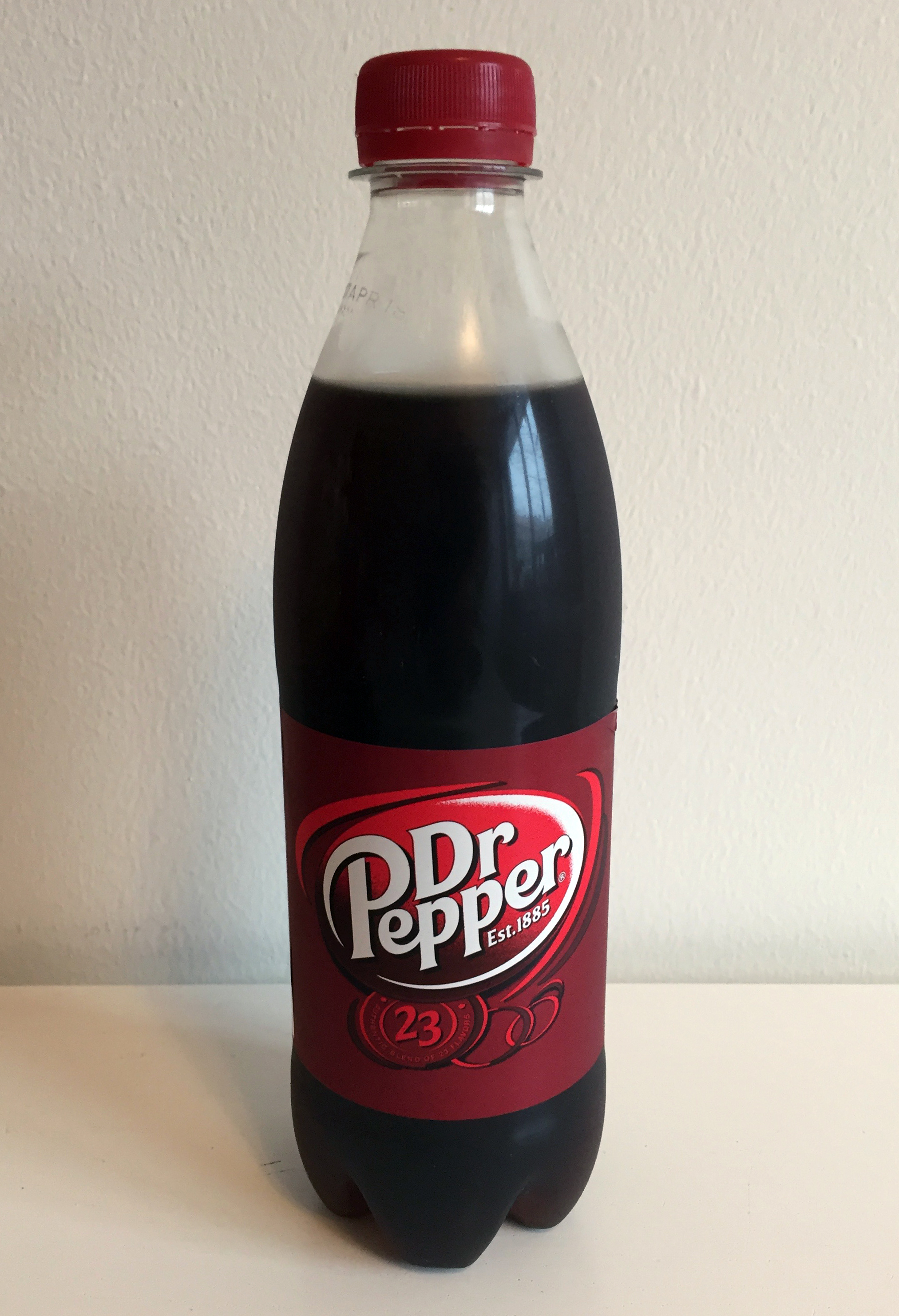
Láhev nápoje Dr Pepper

Dr Pepper je sycený dietní  nealkoholický nápoj, v USA, kde je velmi populární, prodávaný koncernem Cadbury Schweppes Americas Beverages (CSAB) (což je odnož společnosti Cadbury Schweppes). Ústředí CSAB sídlí ve městě Plano poblíž města Dallas v americkém státě Texas. V mimoamerických zemích je obchodní známka většinou držena firmou Coca-Cola Company.

## Historie

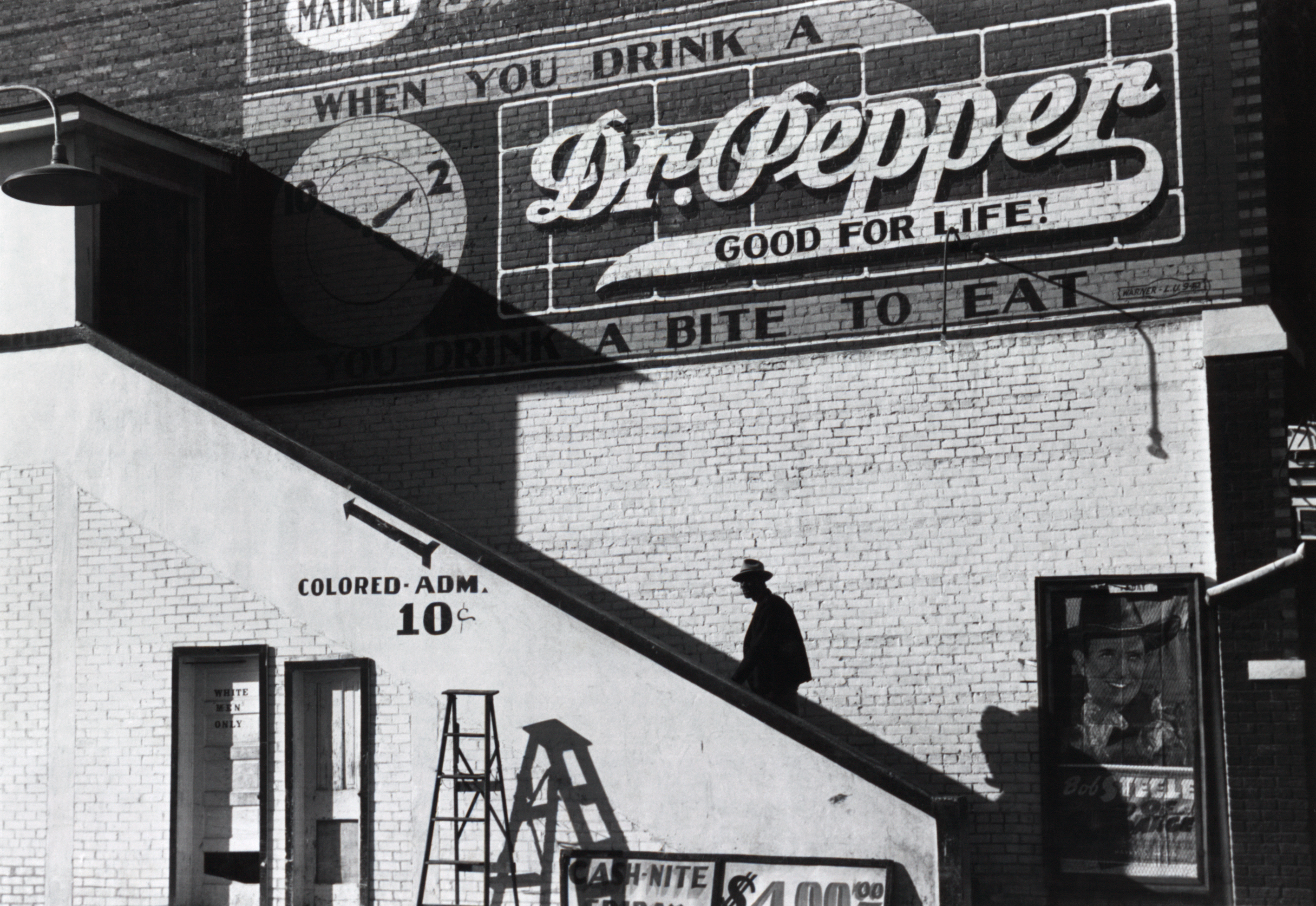
Reklama na Dr. Pepper na zdi, podzim 1939

V České republice byl Dr. Pepper vyráběn společností PEPSICO CZ s.r.o. (GENERAL BOTTLERS CR s.r.o.). V devadesátých letech 20. století byl nějakou dobu běžně k dostání ve 2l PET, pak ale z řetězců zmizel a řadu let se prodával pouze na několika místech v republice (prodejny Pramen, Manni Mini Market, Service PONT Center či vybraní soukromníci). Od dubna 2011 se vrací v 1.5l PET do řetězců Globus, Billa, Makro a později i řetězec Kaufland. Od prosince 2012 jej vyrábí Karlovarské minerální vody .

## Varianty
Nápoje Dr Pepper existují i v dalších variantách, např. nízkokalorický Diet Dr Pepper, Cherry Dr Pepper (i v dietní verzi), Cherry Vanilla Dr Pepper (i v dietní verzi) a Caffeine Free Dr Pepper (i v dietní verzi). Již nevyráběné příchutě nápoje Dr Pepper jsou: Berries & Cream Dr Pepper (i dietní), Diet Cherry Chocolate Dr Pepper a Dr Pepper Red Fusion.